# Geinitziidae
 Geinitziidae (лат.) — семейство вымерших насекомых из отряда тараканосверчков (Notoptera, Grylloblattida). Жили в пермском, триасовом и юрском периодах.

## Описание
Общий вид тараканоподобный; тело плоское, покрыто мелкими микротрихиями; голова прогнатная; усики многочлениковые, нитевидные; сложные глаза крупные, овальные; есть один средний и два латеральных оцеллия; в основном неспециализированный ортоптероидный ротовой аппарат; переднеспинка плоская, расширяющаяся кзади, диск субокруглый, паранота полная, узкая перед диском и широкая за ним; голени с шипами, лапки с пятью члениками, пятый членик с парой коготков и коротким аролием. Церки многосегментные, умеренно короткие (длина равна ширине брюшка), узко конические.
Сохранившиеся до наших дней гриллоблаттиды являются в основном хищниками, хотя потребляют и растительное сырье, грибы и детрит. Предпочтения в питании у Genitziidae вероятно, были такими же, как и у современных гриллоблаттид. Сочетание плоского тела и мощных ног (с длинными тарсомерами и маленьким аролиумом) позволяет интерпретировать Geinitziidae как надземных насекомых, как и большинство тараканов. Сильные ноги придают представителям семейства Geinitziidae способность быстро бегать, пролезать в щели и карабкаться по вертикальным поверхностям. Наличие больших глаз, трех простых глазков-оцеллий и темных пятен на крыльях позволяет предположить, что Geinitziidae — это тараканы. пятен на крыльях позволяет предположить, что Geinitziidae были дневными (в отличие от ночных тараканов, у которых отсутствуют пятна на крыльях, и ночных Grylloblattidae, у которых редуцированы глаза и оцеллии). Таким образом, вымершие Geinitziidae, как предполагается, были надземными дневными хищниками.

## Систематика
Семейство было впервые выделено в 1906 году австрийским энтомологом Антоном Хандлиршом. Включает около 15 ископаемых родов. Среди них Fletchizia Riek, 1976 с одним видом из раннего триаса Южной Африки (Aristov et al. 2009), Geinitzia  Handlirsch, 1906 с 13 видами из юрского периода Европы и Азии (Bode 1953, Storozhenko 1998, Aristov et al. 2009), Megasepididontus Huang & Nel, 2008 с одним видом из средней юры Китая, Permoshurabia  Aristov, 2009 с одним видом из средней перми России, Prosepididontus Handlirsch, 1920 с одним видом из ранней юры Германии (Ansorge & Rasnitsyn 2000), Shurabia  Martynov, 1937 с 17 видами из триаса и юры Сибири, Центральной Азии, Монголии, Китая, Японии и Австралии (Martynov 1937, Rasnitsyn 1982, Wappler 2001, Aristov 2004, Aristov et al. 2009), Sinosepididontus  Huang & Nel, 2008 с одним видом из средней юры Китая и Stegopterum  Sharov, 1961 с 2 видами из поздней перми России (Sharov 1961, Aristov 2004). Ротовые аппараты Genitziidae очень похожи на ротовые аппараты современных представителей семейства Grylloblattidae, но последние отличаются от них симметричными левой и правой мандибулами с двумя небольшими, тупыми апикальными резцовыми зубцами, более узкими и удлиненными максиллами со стипесами, разделенными на базистипесы и медиостипесы массивным внутренним гребнем, наличием двух зубцов в субапикальной области на внутренней стороны лацинии, широко трапециевидным субментумом, а также узким и умеренно коротким ментумом.
Род Prosepididontus ранее выделялся в отдельное семейство Prosepididontidae Handlirsch, 1939, которое было синонимизировано с Geinitziidae в 2000 году. 
Семейство Geinitziidae в разное время включали в состав разных таксонов: Mantoidea (Handlirsch, 1906), Protoperlaria (Martynov, 1937), Grylloblattina (Storozhenko, 1997), Grylloblattida (Aristov, 2004), Grylloblattina (Aristov, 2009). В последнее время некоторые авторы рассматривают семейство Geinitziidae в составе отдельного отряда Reculida.
- †Fletchitzia Riek, 1976[14][15]
- †Geinitzia Handlirsch, 1906
- †Geinitziella Aristov, 2022[12]
- †Handlirschogryllus Cossmann, 1908[16]
- †Permoshurabia Aristov, 2009
- †Permovalia Aristov, 2015[17]
- †Permuliercula Aristov, 2020[11]
- †Prosepididontus Handlirsch, 1920 (=Prosepididontidae)[1]
- †Roemerula Bode, 1953
- †Sauk Aristov, 2018 (юра, Киргизия)[18]
- †Say Aristov, 2018 (юра, Киргизия)
- †Shurabia Martynov, 1937[19][20]
- †Sinosepididontus Huang and Nel, 2008 (юра, Daohugou, Китай, Монголия)[21]
- †Stegopterum Sharov, 1961
- †Sukhonia Aristov, 2013[22]